# 希貝尼克-克寧縣
希貝尼克-克寧縣（[ʃîbensko-knîːnskaː ʒupǎnija]）是克羅地亞達爾馬提亞地區中部的一個縣。東鄰波黑，西傍亞德里亞海。面積2,984平方公里，人口109,375（2011年）。首府希貝尼克。
下分五市、十四鎮。縣議會有41席。

## 行政区划
五市：
- 希贝尼克
- 德爾尼什
- 克宁
- 斯克拉丁
- 沃迪采

## 图集

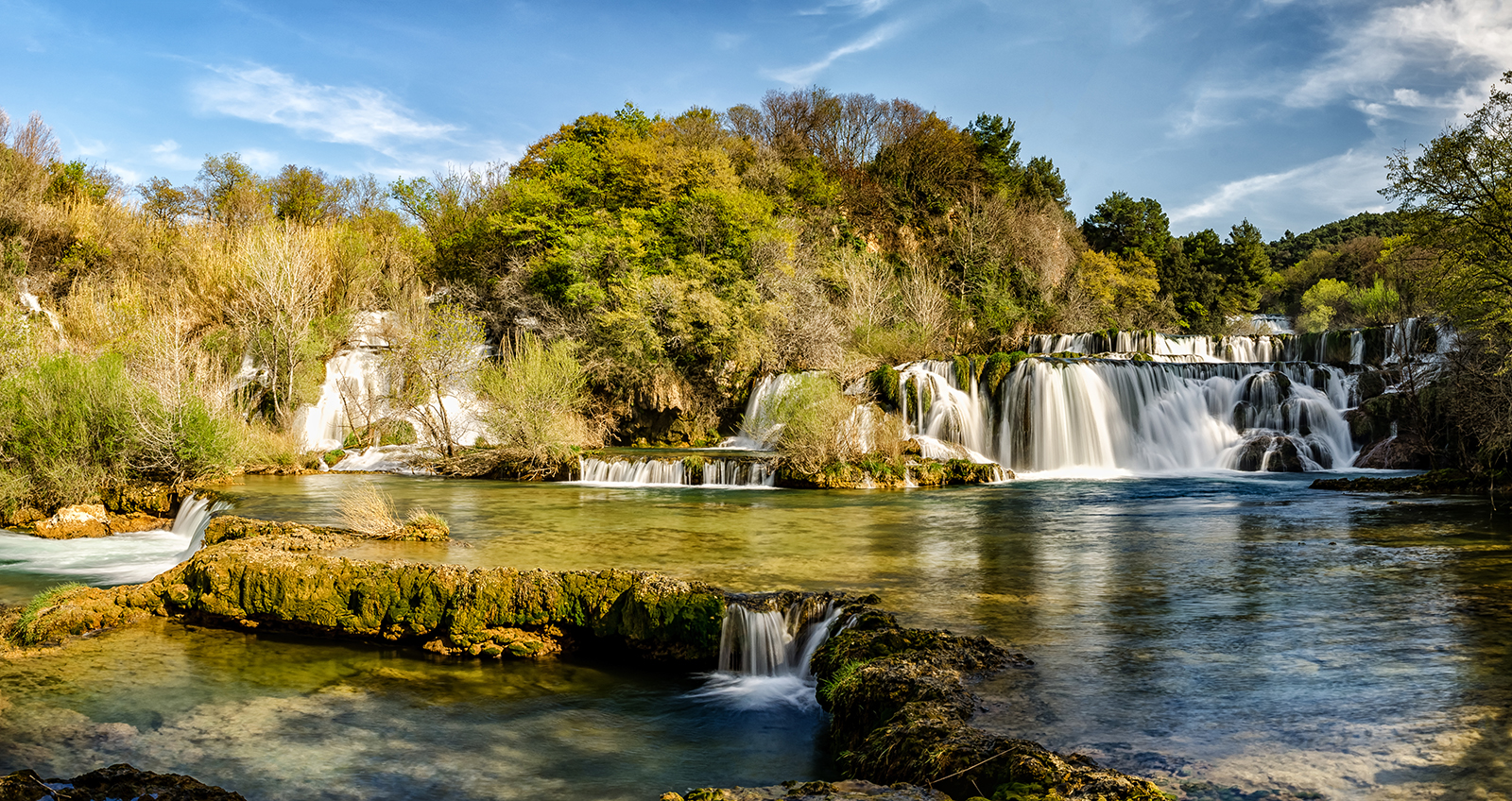
克爾卡國家公園
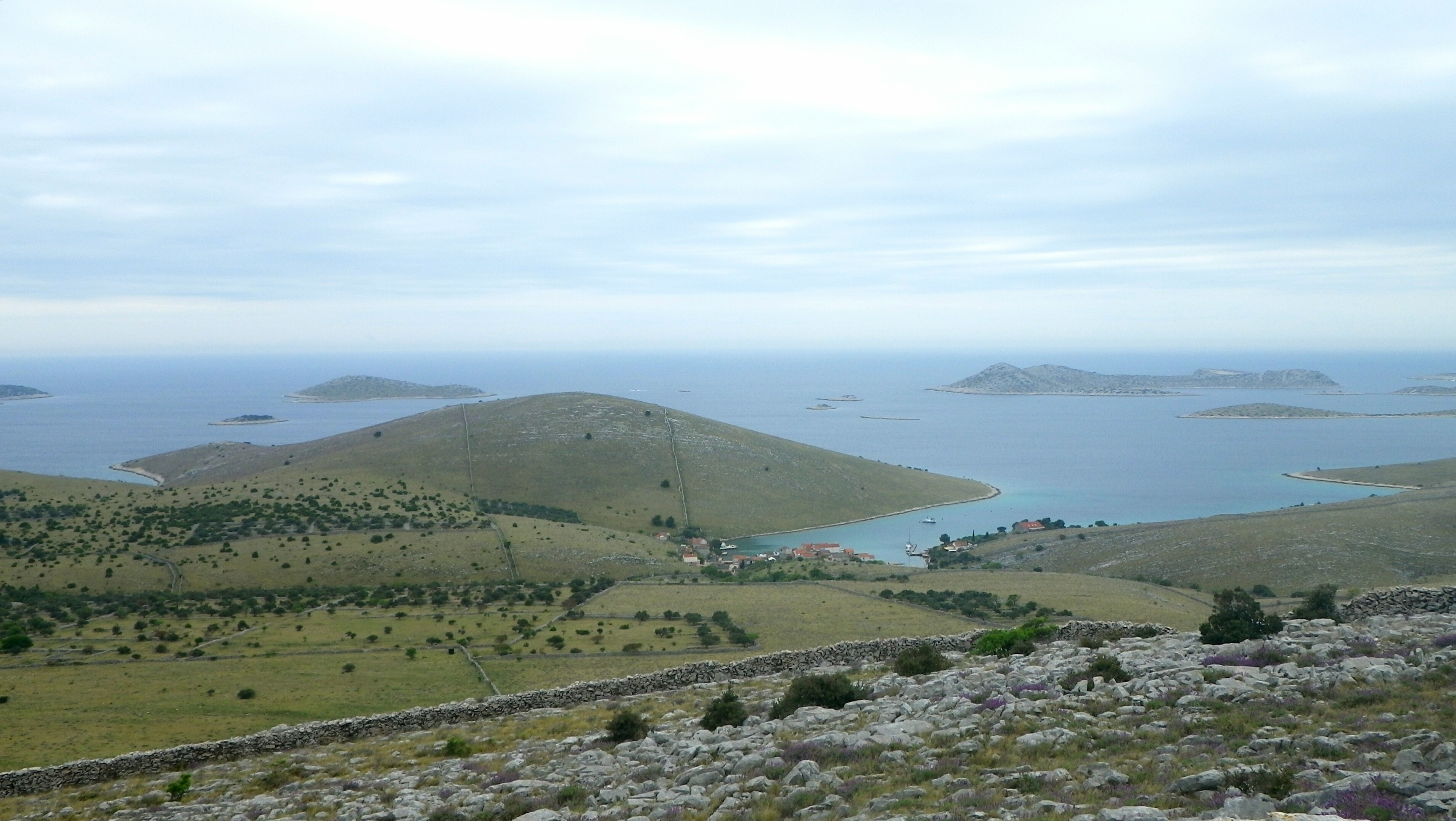
科納提群島
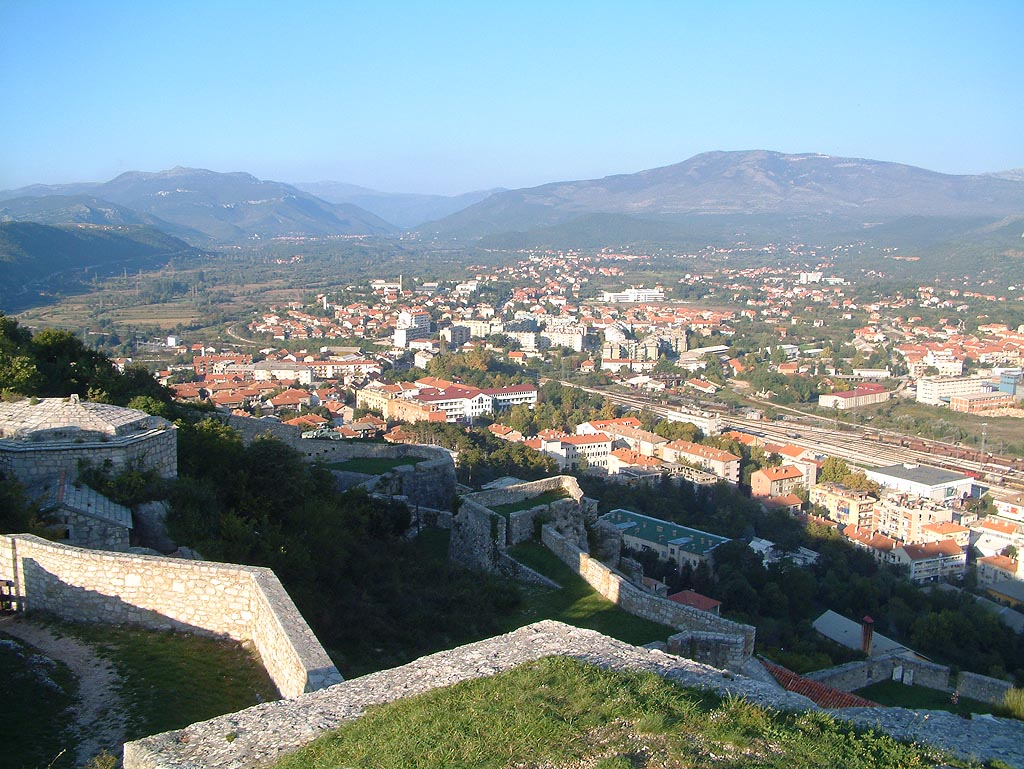
克宁市，是克羅埃西亞獨立戰爭中塞爾維亞克拉伊納势力的重要据点